# Lív part
A Lív part Lettország történelmileg lívek által lakott területe. Kurland északi részén terül el. A védett terület megközelítően 60 km hosszú.
A lett kormány 1992 február 4-i rendeletével a területet Lív part néven kulturálisan védett területnek nyilvánította. A területen 12 lív település található: Lūžņa (Lívül: Lūž), Miķeļtornis (Pizā), Lielirbe (Īra), Jaunciems (Ūžkilā), Sīkrags (Sīkrõg), Mazirbe (Irē), Košrags (Kuoštrõg), Saunags (Sǟnag), Vaide (Vaid), Kolka (Kūolka) (see also Cape Kolka), Pitrags (Pitrõg), and Melnsils (Mustānum). A lett kormány rendelete értelmében ezen a területen tilos új települések létrehozása és a hagyományos városkép bármilyen megbontása. Ezzel együtt tilos bármilyen szálloda, étterem és más nyilvános intézmény építése ami hatással lehet a hagyományos lív kultúrára, vagy idegeneket vonzana a területre. Ennek ellenére nagy számban alakítottak át régi halász kunyhókat és tanyákat modern nyaralókká művészek, más előkelőségek. A volt lett elnöknek is ezen a területen van nyaralója. A terület egy része a Slitere Nemzeti Park része.